# Neotama corticola
Espèce
Synonymes
- Hersilia corticola Lawrence, 1937

Neotama corticola est une espèce d'araignées aranéomorphes de la famille des Hersiliidae.

## Distribution
Cette espèce est endémique d'Afrique du Sud.

## Description
Les mâles mesurent de 4,83 à 5,0 mm et les femelles de 6,32 à 7,13 mm.

## Publication originale
- Lawrence, 1937 : A collection of Arachnida from Zululand. Annals of the Natal Museum, vol. 8, p. 211-273 (« texte intégral »(Archive.org • Wikiwix • Archive.is • Google • Que faire ?)).